# Xavier Montsalvatge
Bassols Xavier Montsalvatge (ur. 11 marca 1912 w Gironie, zm. 7 maja 2002 w Barcelonie) – hiszpański i kataloński kompozytor i krytyk muzyczny.

## Życiorys
W latach 1923–1936 uczył się w konserwatorium w Barcelonie, gdzie jego nauczycielami byli Lluís Maria Millet, Enric Morera i Jaume Pahissa. Pisał krytyki muzyczne do gazet La Vanguardia (1960–1972) i Destino (1962–1970). Od 1970 roku był wykładowcą konserwatorium w Barcelonie. Doktor honoris causa Universitat Autònoma de Barcelona. Kawaler francuskiego Orderu Sztuki i Literatury. W 1987 roku opublikował swoją autobiografię.

## Twórczość
Twórczość Montsalvatge utrzymana była zasadniczo w ramach systemu tonalnego. Jego styl ma charakter eklektyczny, łączący w sobie dorobek grupy Les Six i Igora Strawinskiego z elementami muzyki katalońskiej i karaibskiej. W utworach z późnego okresu twórczości kompozytor zaczął wykorzystywać także zdobycze awangardy muzycznej. Jego kompozycje były wielokrotnie nagradzane.

## Kompozycje
(na podstawie materiałów źródłowych)

### Utwory orkiestrowe
- Sinfonía mediterranea (1949)
- Poema concertante na skrzypce i orkiestrę (1951)
- Concierto breve na fortepian i orkiestrę (1952)
- Caleidoscopo (1955)
- Partita 1958 (1958)
- Desintegración morfológica de la chacona de Bach (1962)
- Laberinto (1970)
- Cinco invocations al Crucificado (1970)
- Reflexus obertura (1974)
- Serenata a Lydia de Cadaques na flet i orkiestrę (1974)
- Concerto capriccio na harfę i orkiestrę (1975)
- Concertino 1+13 na skrzypce i kameralną orkiestrę smyczkową (1975)
- Concierto del Albayzin na klawesyn i orkiestrę (1977)
- Metamorfósis de concierto na gitarę i orkiestrę (1982)
- Música per a un diumenge (1984)
- Fanfarría para la Alegría de la Paz (1985)
- Sinfonía da requiem (1986)
- Sortilegis (1992)
- Bric-à-brac (1993)

### Utwory kameralne
- Pequeña suite burlesca na skrzypce i kwartet smyczkowy (1936)
- Variaciones sobre la spagnoletta de Giles Farnaby na skrzypce i fortepian (1946)
- Cuarteto Indiana na kwartet smyczkowy (1952)
- Self-paráfrasis na klarnet i fortepian (1968)
- Serenata a Lydia de Cadaques na flet i fortepian (1969)
- Sonata concertante na wiolonczelę i fortepian (1972)
- Parafrasis concertante na skrzypce i fortepian (1975)
- Questions and Answers na kwintet dęty blaszany (1979)
- Cuadrivio para tres Stradivarius na trio smyczkowe (1984)
- Fantasis na gitarę i harfę (1984)
- Trio na skrzypce, wiolonczelę i fortepian (1987)
- Policromias na skrzypce i fortepian (1994)

### Utwory wokalno-instrumentalne
- Cinco canciones negras na sopran i fortepian lub orkiestrę (1945)
- Cant espiritual na chór i orkiestrę (1959)
- Homenaje a Manolo Hugue na sopran i orkiestrę (1973)
- Sum vermis na głos, 2 fortepiany i 2 perkusje (1974)

### Opery
- El gate con botas (1948)
- Una voce in off (1961)
- Babel 46 (1967)

### Balety
- La muerte enamorada (1943)
- Manfred (1945)
- La Venus de Elna (1946)
- Perlimplinada (1956)